# Sonia Sotomayor

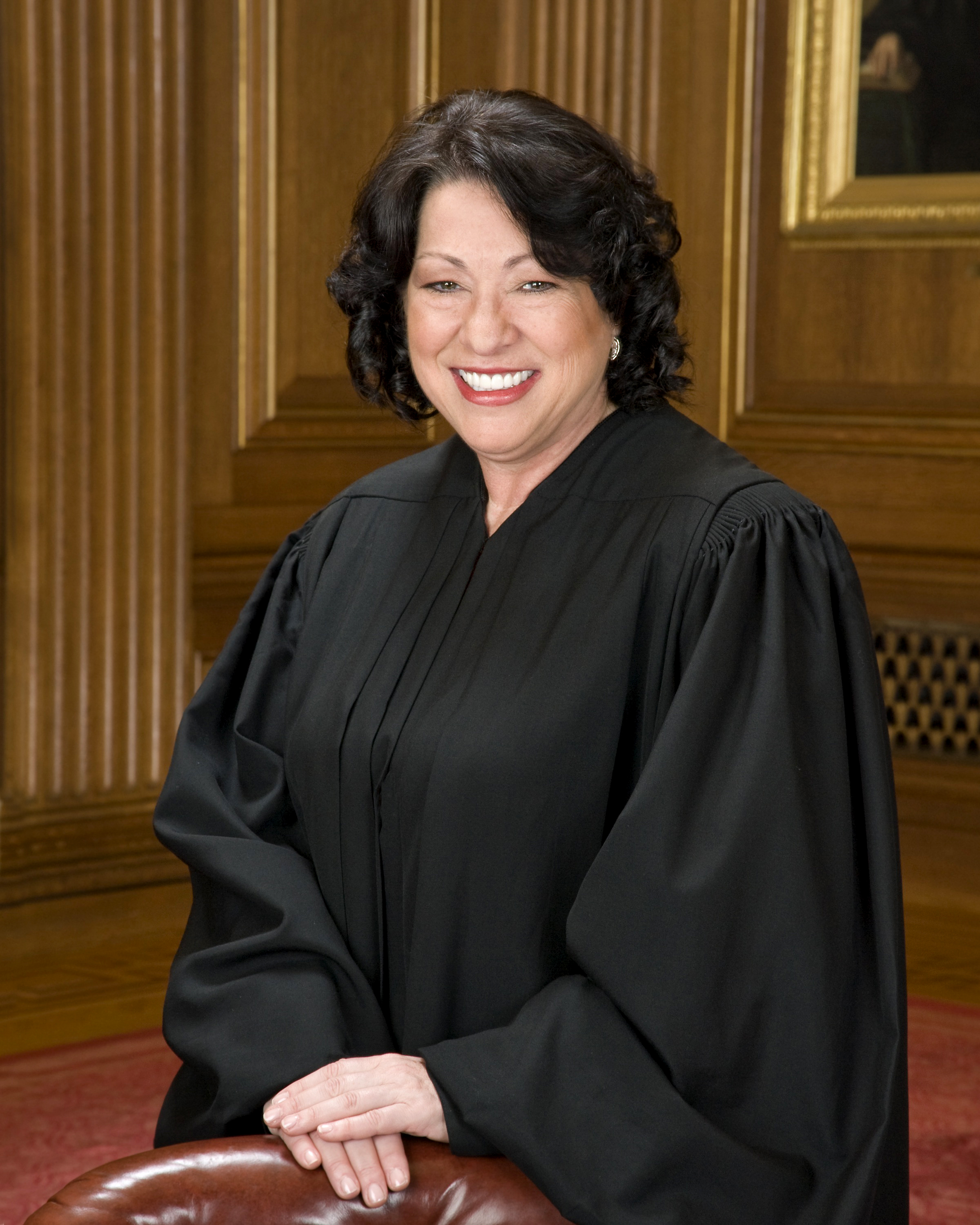
Sonia Sotomayor

Sonia Sotomayor (/ˈsoʊnjɑː soʊtoʊmaɪˈjɔr/) (sinh 25 tháng 6 năm 1954) là thẩm phán Tòa án Tối cao Hoa Kỳ từ ngày 8 tháng 8 năm 2009. Trước đó, bà từng là thẩm phán liên bang tại Tòa án Thượng thẩm Hoa Kỳ Địa phận số 2. Ngày 26 tháng 5 năm 2009, Tổng thống Barack Obama đã đề cử bà vào chức vụ Thẩm phán Tòa án Tối cao đề thay thế Thẩm phán David Souter sẽ về hưu. Bà được Thượng viện phê chuẩn vào ngày 6 tháng 8. Sotomayor là người gốc Puerto Rico, sinh ra tại khu The Bronx của thành phố New York. Cha bà qua đời khi bà lên chín tuối, và từ đó bà được mẹ nuôi dưỡng. Bà nhận bằng cử nhân (với hạng danh dự summa cum laude) tại Đại học Princeton vào năm 1976 và nhận bằng Tiến sĩ Luật (J.D.) từ Trường luật Yale năm 1979, nơi bà làm một biên tập viên cho tờ Yale Law Journal. Tại New York, bà làm Phụ tá Công tố viên trước khi hành nghề tư từ năm 1984. Bà được Tổng thống George H. W. Bush đề cử làm Thẩm phán Tòa án Sơ thẩm khu vực miền Nam New York vào năm 1991 và được phê chuẩn vào năm 1992.
Sotomayor từng là thẩm phán trong một vài vụ nổi tiếng. Năm 1995, bà đã ra lệnh ngưng cuộc đình công bóng chày năm 1994. Sotomayor cũng đã quyết định cho phép tờ Wall Street Journal đăng lá thư tuyệt mệnh của Cố vấn Nhà trắng Vince Foster. Năm 1997, bà được Tổng thống Bill Clinton đề cử vào Tòa án Thượng thẩm Địa phận số 2. Sau hơn một năm, bà được phê chuẩn và nhậm chức vào năm 1998. Sotomayor là một Phó giáo sư (Adjunct Professor) tại Đại học Luật New York từ năm 1998 đến 2007 và là một giảng viên luật tại Đại học Luật Columbia từ năm 1999.
Trước khi được Obama đề cử, Sotomayor được coi là một ứng cử viên triển vọng vào Tóa án Tối cao. Năm 2005, các thượng nghị sĩ Dân chủ đã đưa tên Sotomayor cho George W. Bush, nhưng ông đã chọn Samuel A. Alito, Jr. Trước khi Thẩm phán Souter tuyên bố về hưu, đã có nhiều người suy đoán Sotomayor sẽ được Obama ứng cử vào Tòa án Tối cao. Sau khi Souter tuyên bố về hưu, có tin bà đã lọt vào danh sách rút gọn của các ứng cử viên Obama đang cân nhắc. Ngày 26 tháng 5 năm 2009, Obama chính thức đề cử Sotomayor. Bà là thẩm phán gốc Latin đầu tiên trong Tòa án Tối cao.